# Delik (Pelalawan)
Delik is een bestuurslaag in het regentschap Pelalawan van de provincie Riau, Indonesië. Delik telt 1257 inwoners (volkstelling 2010).